# Jules Soulé
Pour les articles homonymes, voir Soulé.
Jules Soulé est un joueur français de rugby à XV, né le 10 juillet 1878 à Toulouse et mort le 12 mai 1945 à Tarbes. 
Jules Soulé demeure une figure historique du Stadoceste tarbais .
Le Stade Jules-Soulé porte officiellement son nom depuis 1945, année de sa mort.

## Biographie

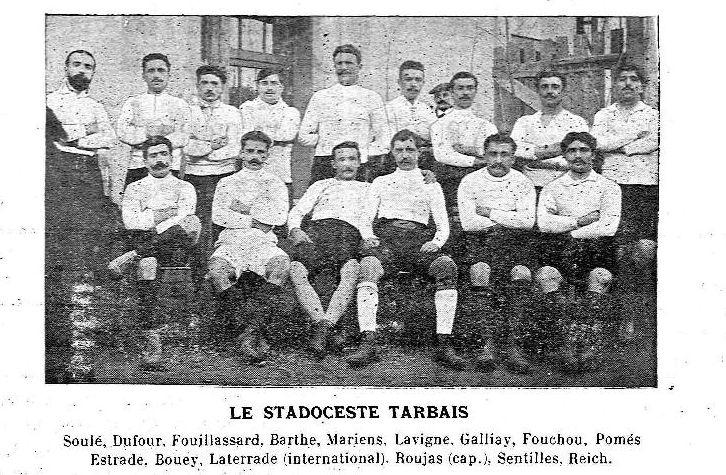
Soulé, en haut à gauche

Toulousain de naissance, Soulé arrive à Tarbes après la fusion en 1907, mécontent des fusions des clubs toulousains, le SOET et le Véto-sport. Accompagné de quelques amis fidèles et mécontents comme lui de la fusion, il contribue à faire de Tarbes un club majeur du rugby français. 
Soulé était réputé pour sa barbe noire et son caractère sanguin.

« Le rugby est toute ma vie. Songez qu'à 48 ans, à Bayonne il manquait un équipier au Stado qui devait rencontrer les « bleu et blanc » de l'Aviron. Alors, j'ai remis les souliers à crampons et j'ai joué une mi-temps. »

— Jules Soulé

### Postérité
L'ancien stade du Stadoceste tarbais, le Stade Jules-Soulé porte officiellement son nom depuis 1945.
Une rue de Tarbes porte son nom.